# Гесудзима
Гесудзима (яп. 下須島 гэсудзима или гэсусима) — остров на юге Японии, в архипелаге Амакуса, расположенный в префектуре Кумамото. Его площадь составляет 4,52 км² (4,47 км²). Население — 1025 человек (2015).
Высочайшая точка — гора Кобира-яма (金毘羅山, также Компира-яма, 129 м).
Длина береговой линии составляет 34,2 км.
Остров лежит у южной оконечности острова Симосима, территориально относится к городу Амакуса. Он расположен около Усибуки — крупнейшего порта префектуры.
На северо-востоке связан мостами Цутэнкё (яп. 通天橋) и Усибука-хайя-охаси (яп. 牛深ハイヤ大橋) с островом Симосима, который, в свою очередь, связан с Кюсю серией мостов через остров Камисима.
На южной его оконечности расположен морской парк Усибука. Воды вокруг острова чистые и прозрачные, есть много мест для дайвинга. Кроме того, для туристов проводят экскурсии на лодках с прозрачным днищем, через которое они наблюдают подводную жизнь.
На севере пролив Сетоваки отделяет его от острова Симосима. Остров имеет форму перевёрнутой буквы Y, охватывающей большую бухту Сацуки-ура (砂月浦).